# HITEC City
Hyderabad Information Technology and Engineering Consultancy City (Ville de conseil en technologie de l'information et en ingénierie de Hyderabad), abrégée en HITEC City, est un campus situé à Hyderabad, en Inde. Il est consacré à la technologie de l'information, l'ingénierie, l'informatique médicale et la bio-informatique. 
HITEC City est réparti sur un terrain de 61 ha et est établi en banlieue de Madhapur (en), Gachibowli (en), Kondapur, Manikonda (en) et Nanakramguda (en). Le canton technologique est également connu sous le nom de Cyberabad et se trouve à moins de deux kilomètres de la banlieue résidentielle et commerciale de Jubilee Hills (en). 
Le projet, dénommé initialement L & T INFOCITY, a été développé par Larsen and Toubro Limited par le biais de L & T Hitech City Limited, une coentreprise de L & T Infocity Limited et d'Andhra Pradesh Industrial Infrastructure Corporation Limited (en). HITEC City est devenu le cœur symbolique de l'Hyderabad cosmopolite.